# Cancer branneri
Cancer branneri är en kräftdjursart som beskrevs av M. J. Rathbun 1926. Cancer branneri ingår i släktet Cancer och familjen Cancridae. Inga underarter finns listade i Catalogue of Life.